# Helena Suková
Helena Suková (Praga, 23 febbraio 1965) è una psicologa, allenatrice ed ex giocatrice di tennis che ha rappresentato la Cecoslovacchia in ambito internazionale e, successivamente, la Repubblica Ceca, vincendo un argento olimpico nel doppio per entrambi i Paesi.

## Biografia
Nata a Praga, Helena è figlia di Věra Suková (nata Pužejová), tennista che arrivò finalista a Wimbledon nel 1962, e di Cyril Suk II, ex presidente della Federazione tennis cecoslovacca. Ha un fratello, Cyril Suk III,  anche lui tennista, con cui ha giocato assieme nella specialità del doppio misto degli Slam.
In carriera ha conquistato 14 titoli del Grande Slam, nove nel doppio femminile e cinque nel doppio misto. Ha comunque ottenuto buoni risultati anche come singolarista raggiungendo la finale in quattro occasioni, dove è risultata però sempre sconfitta, e occupando per un periodo la quarta posizione del ranking WTA.
Ha conquistato due medaglie d'argento olimpiche nel doppio femminile, nel 1988 e nel 1996, entrambe le volte in coppia con Jana Novotná. Ha preso parte a due edizioni olimpiche come singolarista (1988 e 1992), fermandosi al secondo turno in entrambe le occasioni. Complessivamente in carriera ha vinto 79 tornei, 10 come singolarista e 69 in doppio.
Ha conseguito la laurea in psicologia e anche il dottorato. Lavora come psicologa da quando ha lasciato il tennis. Dal febbraio 2011 è vicepresidente dell'Associazione degli psicologi dello sport nella Repubblica Ceca e ha fatto parte del gruppo di lavoro della Task Force sulla psicologia dello sport della Federazione europea di psicologia dello sport. Nel 2016 è stata introdotta nella Tennis Hall of Fame.